# 小岩大橋
小岩大橋（こいわおおはし）は、新中川に架かる橋のひとつで、東岸の東京都江戸川区南小岩五丁目と西岸の興宮町を結び、国道14号（千葉街道）を通す。
国道14号千葉街道の東京都内区間は、国土交通大臣による指定区間外区間であり、東京都知事の管理となっている。

## 歴史
- 1955年（昭和30年）7月[1]：新中川掘削工事に伴い架橋。

## 諸元
- 形式 – 5径間カンチレバープレートガーダー桁橋[1]
- 橋長 – 133.0 m
- 幅員 – 11.0 m
- 施工 – 播磨造船所
- 管理 – 東京都

## 周辺
- 環七通り
- 鹿本通り
- 小岩消防署南小岩出張所
- 小岩警察署二枚橋交番
- 江戸川メディケア病院
- 江戸川区立総合体育館
- 江戸川区立鹿本小学校
- 江戸川区立鹿本中学校
- 東京都立江戸川特別支援学校

## 隣の橋
- 新中川

（上流） - 中川放水路橋梁（総武本線） - 辰巳新橋 - 小岩大橋 - 松本橋 - 鹿骨新橋 - （下流）